# Hal Blaine
Hal Blaine, właśc. Harold Simon Belsky (ur. 5 lutego 1929 w Holyoke, zm. 11 marca 2019 w Palm Desert) – amerykański perkusista i muzyk studyjny. Współpracował z Frankiem Sinatrą, The Beach Boys, duetem Simon & Garfunkel, Johnem Lennonem oraz Elvisem Presleyem.
W 2007 roku muzyk został sklasyfikowany na 43. miejscu listy 50 najlepszych perkusistów rockowych według Stylus Magazine.
W 2000 Hal Blaine został wprowadzony do Rock and Roll Hall of Fame.

## Hity Hala Blaine’a
- Can’t Help Falling in Love with You 	 Elvis Presley 	12/18/61
- He's a Rebel 				The Crystals	10/06/62
- Surf City 					Jan & Dean	06/22/63
- I Get Around				Beach Boys	06/06/64
- Everybody Loves Somebody		Dean Martin	07/11/64
- Ringo					Loren Greene	11/07/64
- This Diamond Ring	Gary Lewis & the Playboys	01/23/65
- Help Me Rhonda				Beach Boys	05/01/65
- Mr Tambourine Man			Byrds		06/05/65
- I Got You Babe				Sonny & Cher	07/31/65
- Eve of Destruction				Barry McGuire	08/28/65
- My Love					Petula Clark	01/15/66
- These Boots are Made for Walkin'	Nancy Sinatra	02/05/66
- Monday Monday				Mamas and Papas	04/16/66
- Strangers in the Night			Frank Sinatra	05/28/66
- Poor Side of Town				Johnny Rivers	10/08/66
- Good Vibrations				Beach Boys	10/29/66
- Something Stupid			Frank & Nancy Sinatra 	03/25/67
- The Happening				Supremes		04/15/67
- Windy					Association	06/03/67
- Mrs Robinson			Simon & Garfunkel	05/04/68
- Dizzy						Tommy Roe	02/15/69
- Aquarius/Let the Sunshine In 5th Dimension	03/15/69
- Love Theme-Romeo & Juliet		Henry Mancini	05/24/69
- Wedding Bell Blues			5th Dimension	10/04/69
- Bridge Over Troubled Water	Simon & Garfunkel	02/14/70
- Close To You				The Carpenters	06/27/70
- Cracklin' Rosie				Neil Diamond	08/29/70
- Indian Reservation	Paul Revere & the Raiders	05/29/71
- I Think I Love You				Partridge Family	10/31/71
- Song Sung Blue				Neil Diamond	05/13/72
- Half Breed					Cher		09/01/73
- Annie's Song				John Denver	06/15/74
- Top of the World				The Carpenters	10/20/74
- The Way We Were				Barbra Streisand 12/22/74
- Thank God I'm a Country Boy		John Denver	04/05/75
- Love Will Keep Us Together	Captain & Tennile	05/24/75
- I'm Sorry/Calypso				John Denver	08/30/75
- Theme From Mahogany			Diana Ross	11/22/76